# Europacup II 1963/64
De vierde editie van de Beker der Bekerwinnaars werd gewonnen door Sporting Clube de Portugal in de finale tegen het Hongaarse MTK Boedapest.
29 teams schreven zich in waaronder 23 bekerwinnaars. Olympique Lyon, Linzer ASK, Celtic en Fenerbaçe waren bekerfinalist. Hongarije stuurde voor de laatste keer de vicekampioen, MTK, vanaf 1964 werd opnieuw een beker georganiseerd. Tottenham Hotspur was als titelverdediger geplaatst.

## Eerste ronde
| Team #1            | Tot.   | Team #2                    | 1ste wed | 2de wed | Play-off     |
| ------------------ | ------ | -------------------------- | -------- | ------- | ------------ |
| Shelbourne FC      | 1 - 5  | FC Barcelona               | 0 - 2    | 1 - 3   |              |
| Hamburger SV       | 7 - 2  | US Luxembourg              | 4 - 0    | 3 - 2   |              |
| Olympique Lyonnais | 6 - 2  | B 1913 Odense              | 3 - 1    | 3 - 1   |              |
| Olympiakos Piraeus | 2 - 2  | Zagłębie Sosnowiec         | 2 - 1    | 0 - 1   | 2 - 0        |
| Tottenham Hotspur  | Bye    |                            | -        | -       |              |
| Willem II Tilburg  | 2 - 7  | Manchester United          | 1 - 1    | 1 - 6   |              |
| Atalanta Bergamo   | 3 - 3  | Sporting Clube de Portugal | 2 - 0    | 1 - 3   | 1 - 3 (n.v.) |
| APOEL Nicosia      | 7 - 0  | Gjøvik-Lyn                 | 6 - 0    | 1 - 0   |              |
| FC Basel           | 1 - 10 | Celtic FC                  | 1 - 5    | 0 - 5   |              |
| Linzer ASK         | 1 - 1  | Dinamo Zagreb              | 1 - 0    | 0 - 1   | 1 - 1 (toss) |
| Sliema Wanderers   | 0 - 2  | Borough United             | 0 - 0    | 0 - 2   |              |
| HPS Helsinki       | 2 - 12 | TJ Slovan Bratislava       | 1 - 4    | 1 - 8   |              |
| Motor Zwickau      | Bye    |                            | 0-       | -       |              |
| MTK Boedapest      | 2 - 1  | Slavia Sofia               | 1 - 0    | 1 - 1   |              |
| Fenerbahçe SK      | 4 - 2  | Petrolul Ploiești          | 4 - 1    | 0 - 1   |              |
| Linfield FC        | Bye    |                            | -        | -       |              |

## Tweede ronde
| Team #1                    | Tot.   | Team #2              | 1ste wed | 2de wed | Play-off |
| -------------------------- | ------ | -------------------- | -------- | ------- | -------- |
| FC Barcelona               | 4 - 4  | Hamburger SV         | 4 - 4    | 0 - 0   | 2 - 3    |
| Olympique Lyonnais         | 5 - 3  | Olympiakos Piraeus   | 4 - 1    | 1 - 2   |          |
| Tottenham Hotspur          | 3 - 4  | Manchester United    | 2 - 0    | 1 - 4   |          |
| Sporting Clube de Portugal | 18 - 1 | APOEL FC             | 16 - 1   | 2 - 0   |          |
| Celtic FC                  | 4 - 2  | Dinamo Zagreb        | 3 - 0    | 1 - 2   |          |
| Borough United             | 0 - 4  | TJ Slovan Bratislava | 0 - 1    | 0 - 3   |          |
| Motor Zwickau              | 1 - 2  | MTK Boedapest        | 1 - 0    | 0 - 2   |          |
| Fenerbahçe SK              | 4 - 3  | Linfield FC          | 4 - 1    | 0 - 2   |          |

## Kwartfinale
| Team #1           | Tot.  | Team #2                    | 1ste wed | 2de wed | Play-off |
| ----------------- | ----- | -------------------------- | -------- | ------- | -------- |
| Hamburger SV      | 1 - 3 | Olympique Lyonnais         | 1 - 1    | 0 - 2   |          |
| Manchester United | 4 - 6 | Sporting Clube de Portugal | 4 - 1    | 0 - 5   |          |
| Celtic FC         | 2 - 0 | TJ Slovan Bratislava       | 1 - 0    | 1 - 0   |          |
| MTK Boedapest     | 3 - 3 | Fenerbahçe SK              | 2 - 0    | 1 - 3   | 1 - 0    |

## Halve Finale
| Team #1            | Tot.  | Team #2                    | 1ste wed | 2de wed | Play-off |
| ------------------ | ----- | -------------------------- | -------- | ------- | -------- |
| Olympique Lyonnais | 1 - 1 | Sporting Clube de Portugal | 0 - 0    | 1 - 1   | 0 - 1    |
| Celtic FC          | 3 - 4 | MTK Boedapest              | 3 - 0    | 0 - 4   |          |

## Finale
| Team #1                    | Uitsl.       | Team #2       |
| -------------------------- | ------------ | ------------- |
| Sporting Clube de Portugal | 3 - 3 (n.v.) | MTK Boedapest |

## Final Replay
| Team #1                    | Uitsl. | Team #2       |
| -------------------------- | ------ | ------------- |
| Sporting Clube de Portugal | 1 - 0  | MTK Boedapest |